# Félix Sánchez Bas
Félix Sánchez Bas (Barcellona, 13 dicembre 1975) è un allenatore di calcio spagnolo, tecnico dell'Al-Sadd.

## Carriera
Dal 1996 al 2006 allena le giovanili del Barcellona. Nel 2006 si trasferisce in Qatar. Vince il campionato asiatico Under-19 del 2014 alla guida della selezione Under-19 qatariota.
Dopo brevi gestioni della nazionale Under-20 e della nazionale Under-23, il 3 luglio 2017 Sánchez rimpiazza Jorge Fossati alla guida della nazionale maggiore, impegnata senza successo nelle qualificazioni al campionato del mondo 2018. Condotta la squadra nella Coppa delle nazioni del Golfo 2017-2018 (eliminazione ai gironi), Sánchez porta il Qatar alla qualificazione alla Coppa d'Asia 2019 la conduce al primo trionfo nella competizione, grazie al successo per 3-1 nell'atto conclusivo del torneo contro il Giappone.
Invitato a partecipare alla Coppa America 2019 qualche settimana dopo, il Qatar esce nella fase a gironi del torneo, mentre nel dicembre 2019, alla Coppa del Golfo, la squadra raggiunge le semifinali. In seguito lo spagnolo conduce i suoi alle semifinali della Gold Cup 2021, cui il Qatar è invitato a partecipare, e al terzo posto nella Coppa araba FIFA 2021.
Al campionato del mondo 2022, disputato in casa, la selezione qatariota guidata da Sánchez delude e viene eliminata al primo turno, avendo rimediato tre sconfitte in tre partite disputate e avendo messo a referto la peggiore prestazione per una nazionale del paese ospitante un mondiale. A seguito del flop al mondiale, la federazione decide di non rinnovare il contratto del CT spagnolo, scaduto il 31 dicembre 2022.
Nel marzo 2023 assume la guida della nazionale ecuadoriana, che allena fino al luglio 2024, quando viene esonerato dopo l'eliminazione ai quarti di finale della Coppa America contro l'Argentina, avvenuta ai tiri di rigore.

## Statistiche

### Club
Statistiche aggiornate al 26 maggio 2024. In grassetto le competizioni vinte.
| Stagione        | Squadra         | Campionato      | Campionato | Campionato | Campionato | Campionato | Coppe nazionali | Coppe nazionali | Coppe nazionali | Coppe nazionali | Coppe nazionali | Coppe continentali | Coppe continentali | Coppe continentali | Coppe continentali | Coppe continentali | Altre coppe | Altre coppe | Altre coppe | Altre coppe | Altre coppe | Totale | Totale | Totale | Totale | % Vittorie | Piazzamento |
| Stagione        | Squadra         | Comp            | G          | V          | N          | P          | Comp            | G               | V               | N               | P               | Comp               | G                  | V                  | N                  | P                  | Comp        | G           | V           | N           | P           | G      | V      | N      | P      | %          | Piazzamento |
| --------------- | --------------- | --------------- | ---------- | ---------- | ---------- | ---------- | --------------- | --------------- | --------------- | --------------- | --------------- | ------------------ | ------------------ | ------------------ | ------------------ | ------------------ | ----------- | ----------- | ----------- | ----------- | ----------- | ------ | ------ | ------ | ------ | ---------- | ----------- |
| 2024-2025       | Al-Sadd         | QSL             | 22         | 17         | 1          | 4          | QSC+EQC         | 0+0             | 0+0             | 0+0             | 0+0             | ACL                | 11                 | 4                  | 4                  | 3                  | QC          | 1           | 1           | 0           | 0           | 34     | 22     | 5      | 7      | 64,71      | 1°          |
| Totale carriera | Totale carriera | Totale carriera | 22         | 17         | 1          | 4          |                 | 0               | 0               | 0               | 0               |                    | 11                 | 4                  | 4                  | 3                  |             | 1           | 1           | 0           | 0           | 34     | 22     | 5      | 7      | 64,71      |             |

#### Nazionale
| Squadra    | Naz                | dal             | al               | Record | Record | Record | Record | Record | Record | Record | Record     |
| Squadra    | Naz                | dal             | al               | G      | V      | N      | P      | GF     | GS     | DR     | % Vittorie |
| ---------- | ------------------ | --------------- | ---------------- | ------ | ------ | ------ | ------ | ------ | ------ | ------ | ---------- |
| Qatar U-20 | Qatar (bandiera)   | 1º gennaio 2014 | 2 luglio 2017    | 6      | 2      | 0      | 4      | 4      | 14     | −10    | 33,33      |
| Qatar U-23 | Qatar (bandiera)   | 3 luglio 2017   | 31 dicembre 2020 | 17     | 5      | 5      | 7      | 19     | 32     | −13    | 29,41      |
| Qatar      | Qatar (bandiera)   | 3 luglio 2017   | 31 dicembre 2022 | 87     | 44     | 17     | 26     | 141    | 101    | +40    | 50,57      |
| Ecuador    | Ecuador (bandiera) | 10 marzo 2023   | 4 luglio 2024    | 19     | 10     | 4      | 5      | 24     | 17     | +7     | 52,63      |
| Totale     | Totale             | Totale          | Totale           | 129    | 61     | 26     | 42     | 188    | 164    | +24    | 47,29      |

#### Nazionale nel dettaglio
Statistiche aggiornate al 20 novembre 2022.
| 2017                | Qatar        | Qual. Mondiale 2018                     | Subentrato, 6º nel gruppo A, non qualificato | 2  | 0  | 0  | 2  | &0,00   | 2   | 5   | -3  |
| dic. 2017/gen. 2018 | Qatar        | Coppa delle nazioni del Golfo 2017-2018 | 3º nel gruppo B                              | 3  | 1  | 1  | 1  | 33,33   | 6   | 3   | +3  |
| gen./feb. 2019      | Qatar        | Coppa d'Asia 2019                       | Vincitore                                    | 7  | 7  | 0  | 0  | 100,00& | 19  | 1   | +18 |
| giu./lug. 2019      | Qatar        | Copa América 2019                       | 4º nel gruppo B                              | 3  | 0  | 1  | 2  | &0,00   | 2   | 5   | -3  |
| nov./dic. 2019      | Qatar        | Coppa delle nazioni del Golfo 2019      | Semifinale                                   | 4  | 2  | 1  | 1  | 50,00   | 11  | 5   | +6  |
| 2019                | Qatar        | Qual. Mondiale 2022                     | 1º nel Gruppo E                              | 5  | 4  | 1  | 0  | 80,00   | 11  | 1   | +10 |
| 2020                | Qatar        | Qual. Mondiale 2022                     | 1º nel Gruppo E                              | 3  | 3  | 0  | 0  | 100,00& | 7   | 0   | +7  |
| lug./ago. 2021      | Qatar        | Gold Cup 2021                           | Semifinale                                   | 5  | 3  | 1  | 1  | 60,00   | 12  | 6   | +6  |
| nov./dic. 2021      | Qatar        | Coppa araba FIFA 2021                   | 3°                                           | 6  | 4  | 1  | 1  | 66,67   | 12  | 3   | +9  |
| nov./dic. 2022      | Qatar        | Mondiale 2022                           | 4° nel gruppo A                              | 3  | 0  | 0  | 3  | &0,00   | 1   | 7   | -6  |
| Dal 2017            | Qatar        | Amichevoli                              |                                              | 46 | 20 | 11 | 15 | 43,48   | 58  | 65  | -7  |
| Totale Qatar        | Totale Qatar | Totale Qatar                            | Totale Qatar                                 | 87 | 44 | 17 | 26 | 50,57   | 141 | 101 | +40 |

#### Panchine da commissario tecnico della nazionale qatariota
| Cronologia completa delle presenze e delle reti in nazionale ― Qatar | Cronologia completa delle presenze e delle reti in nazionale ― Qatar | Cronologia completa delle presenze e delle reti in nazionale ― Qatar | Cronologia completa delle presenze e delle reti in nazionale ― Qatar | Cronologia completa delle presenze e delle reti in nazionale ― Qatar | Cronologia completa delle presenze e delle reti in nazionale ― Qatar | Cronologia completa delle presenze e delle reti in nazionale ― Qatar  | Cronologia completa delle presenze e delle reti in nazionale ― Qatar |
| Data                                                                 | Città                                                                | In casa                                                              | Risultato                                                            | Ospiti                                                               | Competizione                                                         | Reti                                                                  | Note                                                                 |
| -------------------------------------------------------------------- | -------------------------------------------------------------------- | -------------------------------------------------------------------- | -------------------------------------------------------------------- | -------------------------------------------------------------------- | -------------------------------------------------------------------- | --------------------------------------------------------------------- | -------------------------------------------------------------------- |
| 16-8-2017                                                            | Burton-upon-Trent                                                    | Andorra                                                              | 0 – 1                                                                | Qatar                                                                | Amichevole                                                           | Ali Assadalla                                                         |                                                                      |
| 23-8-2017                                                            | Doha                                                                 | Qatar                                                                | 2 – 1                                                                | Turkmenistan                                                         | Amichevole                                                           | 2 Hassan Al-Haidos 1 (rig.)                                           | Cap: H. Al-Haidos                                                    |
| 31-8-2017                                                            | Malacca                                                              | Siria                                                                | 3 – 1                                                                | Qatar                                                                | Qual. Mondiali 2018                                                  | Ali Assadalla                                                         | Cap: H. Al-Haidos                                                    |
| 5-9-2017                                                             | Doha                                                                 | Qatar                                                                | 1 – 2                                                                | Cina                                                                 | Qual. Mondiali 2018                                                  | Akram Afif                                                            | Cap: H. Al-Haidos                                                    |
| 5-10-2017                                                            | Doha                                                                 | Qatar                                                                | 3 – 1                                                                | Singapore                                                            | Amichevole                                                           | 2 Almoez Ali Ahmed Alaaeldin                                          | Cap: H. Al-Haidos                                                    |
| 10-10-2017                                                           | Doha                                                                 | Qatar                                                                | 1 – 2                                                                | Curaçao                                                              | Amichevole                                                           | Hassan Al-Haidos                                                      | Cap: H. Al-Haidos                                                    |
| 11-11-2017                                                           | Doha                                                                 | Qatar                                                                | 0 – 1                                                                | Rep. Ceca                                                            | Amichevole                                                           | -                                                                     | Cap: H. Al-Haidos                                                    |
| 14-11-2017                                                           | Doha                                                                 | Qatar                                                                | 1 – 1                                                                | Islanda                                                              | Amichevole                                                           | Mohammed Muntari                                                      | Cap: H. Al-Haidos                                                    |
| 14-12-2017                                                           | Doha                                                                 | Qatar                                                                | 1 – 2                                                                | Liechtenstein                                                        | Amichevole                                                           | Almoez Ali                                                            | Cap: H. Al-Haidos                                                    |
| 23-12-2017                                                           | Al Kuwait                                                            | Qatar                                                                | 4 – 0                                                                | Yemen                                                                | Coppa delle nazioni del Golfo 2017 - 1º turno                        | Akram Afif Ali Almahdi Almoez Ali Ró-Ró                               | Cap: H. Al-Haidos                                                    |
| 26-12-2017                                                           | Al Kuwait                                                            | Iraq                                                                 | 2 – 1                                                                | Qatar                                                                | Coppa delle nazioni del Golfo 2017 - 1º turno                        | Almoez Ali                                                            | Cap: H. Al-Haidos                                                    |
| 29-12-2017                                                           | Al Kuwait                                                            | Qatar                                                                | 1 – 1                                                                | Bahrein                                                              | Coppa delle nazioni del Golfo 2017 - 1º turno                        | Hassan Al-Haidos 1 (rig.)                                             | Cap: H. Al-Haidos                                                    |
| 21-3-2018                                                            | Bassora                                                              | Iraq                                                                 | 2 – 3                                                                | Qatar                                                                | Amichevole                                                           | 2 Akram Afif Ismaeel Mohammad                                         | Cap: H. Al-Haidos                                                    |
| 24-3-2018                                                            | Bassora                                                              | Qatar                                                                | 2 – 2                                                                | Siria                                                                | Amichevole                                                           | Abdulaziz Hatem Akram Afif                                            | Cap: H. Al-Haidos                                                    |
| 7-9-2018                                                             | Doha                                                                 | Qatar                                                                | 1 – 0                                                                | Cina                                                                 | Amichevole                                                           | Almoez Ali                                                            | Cap: H. Al-Haidos                                                    |
| 11-9-2018                                                            | Doha                                                                 | Qatar                                                                | 3 – 0                                                                | Palestina                                                            | Amichevole                                                           | Almoez Ali Akram Afif Hassan Al-Haidos                                | Cap: H. Al-Haidos                                                    |
| 12-10-2018                                                           | Doha                                                                 | Qatar                                                                | 4 – 3                                                                | Ecuador                                                              | Amichevole                                                           | Akram Afif 2 Almoez Ali Hassan Al-Haidos (rig.)                       | Cap: H. Al-Haidos                                                    |
| 16-10-2018                                                           | Tashkent                                                             | Uzbekistan                                                           | 2 – 0                                                                | Qatar                                                                | Amichevole                                                           | -                                                                     | Cap: H. Al-Haidos                                                    |
| 14-11-2018                                                           | Lugano                                                               | Svizzera                                                             | 0 – 1                                                                | Qatar                                                                | Amichevole                                                           | Akram Afif                                                            | Cap: H. Al-Haidos                                                    |
| 19-11-2018                                                           | Eupen                                                                | Qatar                                                                | 2 – 2                                                                | Islanda                                                              | Amichevole                                                           | Hassan Al-Haidos Boualem Khoukhi                                      | Cap: H. Al-Haidos                                                    |
| 23-12-2018                                                           | Doha                                                                 | Qatar                                                                | 2 – 0                                                                | Giordania                                                            | Amichevole                                                           | 2 Almoez Ali                                                          | Cap: H. Al-Haidos                                                    |
| 25-12-2018                                                           | Doha                                                                 | Qatar                                                                | 1 – 0                                                                | Kirghizistan                                                         | Amichevole                                                           | Akram Afif                                                            | Cap: H. Al-Haidos                                                    |
| 27-12-2018                                                           | Doha                                                                 | Qatar                                                                | 0 – 1                                                                | Algeria                                                              | Amichevole                                                           | -                                                                     | Cap: H. Al-Haidos                                                    |
| 31-12-2018                                                           | Doha                                                                 | Qatar                                                                | 1 – 2                                                                | Iran                                                                 | Amichevole                                                           | Hassan Al-Haidos (rig.)                                               | Cap: H. Al-Haidos                                                    |
| 9-1-2019                                                             | al-'Ayn                                                              | Qatar                                                                | 2 – 0                                                                | Libano                                                               | Coppa d'Asia 2019 - 1º turno                                         | Bassam Al-Rawi Almoez Ali                                             | Cap: H. Al-Haidos                                                    |
| 13-1-2019                                                            | al-'Ayn                                                              | Corea del Nord                                                       | 0 – 6                                                                | Qatar                                                                | Coppa d'Asia 2019 - 1º turno                                         | 4 Almoez Ali Boualem Khoukhi Abdelkarim Hassan                        | Cap: H. Al-Haidos                                                    |
| 17-1-2019                                                            | Abu Dhabi                                                            | Arabia Saudita                                                       | 0 – 2                                                                | Qatar                                                                | Coppa d'Asia 2019 - 1º turno                                         | 2 Almoez Ali                                                          | Cap: H. Al-Haidos                                                    |
| 22-1-2019                                                            | Abu Dhabi                                                            | Qatar                                                                | 1 – 0                                                                | Iraq                                                                 | Coppa d'Asia 2019 - Ottavi di finale                                 | Bassam Al-Rawi                                                        | Cap: H. Al-Haidos                                                    |
| 25-1-2019                                                            | Abu Dhabi                                                            | Corea del Sud                                                        | 0 – 1                                                                | Qatar                                                                | Coppa d'Asia 2019 - Quarti di finale                                 | Abdulaziz Hatem                                                       | Cap: H. Al-Haidos                                                    |
| 29-1-2019                                                            | Abu Dhabi                                                            | Qatar                                                                | 4 – 0                                                                | Emirati Arabi Uniti                                                  | Coppa d'Asia 2019 - Semifinale                                       | Boualem Khoukhi Almoez Ali Hassan Al-Haidos Hamid Ismail              | Cap: H. Al-Haidos                                                    |
| 1-2-2019                                                             | Abu Dhabi                                                            | Giappone                                                             | 1 – 3                                                                | Qatar                                                                | Coppa d'Asia 2019 - Finale                                           | Almoez Ali Abdulaziz Hatem Akram Afif (rig.)                          | 1º Titolo Asiatico Cap: H. Al-Haidos                                 |
| 6-6-2019                                                             | Brasilia                                                             | Brasile                                                              | 2 – 0                                                                | Qatar                                                                | Amichevole                                                           | -                                                                     | Cap: H. Al-Haidos                                                    |
| 16-6-2019                                                            | Rio de Janeiro                                                       | Paraguay                                                             | 2 – 2                                                                | Qatar                                                                | Coppa America 2019 - 1º turno                                        | Almoez Ali Boualem Khoukhi                                            | Cap: H.Al-Haidos                                                     |
| 19-6-2019                                                            | San Paolo                                                            | Colombia                                                             | 1 – 0                                                                | Qatar                                                                | Coppa America 2019 - 1º turno                                        | -                                                                     | Cap: H.Al-Haidos                                                     |
| 23-6-2019                                                            | Porto Alegre                                                         | Qatar                                                                | 0 – 2                                                                | Argentina                                                            | Coppa America 2019 - 1º turno                                        | -                                                                     | Cap: H.Al-Haidos                                                     |
| 5-9-2019                                                             | Doha                                                                 | Qatar                                                                | 6 – 0                                                                | Afghanistan                                                          | Qual. Mondiali 2022                                                  | 3 Almoez Ali Hassan Al-Haidos Abdelkarim Hassan Boualem Khoukhi       | Cap: H.Al-Haidos                                                     |
| 10-9-2019                                                            | Doha                                                                 | Qatar                                                                | 0 – 0                                                                | India                                                                | Qual. Mondiali 2022                                                  | -                                                                     | Cap: H.Al-Haidos                                                     |
| 10-10-2019                                                           | Dacca                                                                | Bangladesh                                                           | 0 – 2                                                                | Qatar                                                                | Qual. Mondiali 2022                                                  | Yusuf Abdurisag Karim Boudiaf                                         | Cap: H.Al-Haidos                                                     |
| 15-10-2019                                                           | Al Wakrah                                                            | Qatar                                                                | 2 – 1                                                                | Oman                                                                 | Qual. Mondiali 2022                                                  | Akram Afif Almoez Ali                                                 | Cap: H.Al-Haidos                                                     |
| 14-11-2019                                                           | Doha                                                                 | Qatar                                                                | 2 – 0                                                                | Singapore                                                            | Amichevole                                                           | Mohammed Muntari autorete                                             |                                                                      |
| 19-11-2019                                                           | Dušanbe                                                              | Afghanistan                                                          | 0 – 1                                                                | Qatar                                                                | Qual. Mondiali 2022                                                  | Akram Afif                                                            | Cap: H.Al-Haidos                                                     |
| 26-11-2019                                                           | Doha                                                                 | Qatar                                                                | 1 – 2                                                                | Iraq                                                                 | Coppa delle nazioni del Golfo 2019 - 1º turno                        | Abdulaziz Hatem                                                       | Cap: H. Al-Haidos                                                    |
| 29-11-2019                                                           | Doha                                                                 | Yemen                                                                | 0 – 6                                                                | Qatar                                                                | Coppa delle nazioni del Golfo 2019 - 1º turno                        | 3 Abdelkarim Hassan 1 (rig.) Almoez Ali Abdullah Alahrak Akram Afif   | Cap: H. Al-Haidos                                                    |
| 2-12-2019                                                            | Doha                                                                 | Qatar                                                                | 4 – 2                                                                | Emirati Arabi Uniti                                                  | Coppa delle nazioni del Golfo 2019 - 1º turno                        | 2 Akram Afif 1 (rig.) Hassan Al-Haidos Boualem Khoukhi                | Cap: H. Al-Haidos                                                    |
| 5-12-2019                                                            | Al Wakrah                                                            | Arabia Saudita                                                       | 1 – 0                                                                | Qatar                                                                | Coppa delle nazioni del Golfo 2019 - Semifinale                      | -                                                                     | Cap: H. Al-Haidos                                                    |
| 12-10-2020                                                           | Adalia                                                               | Ghana                                                                | 5 – 1                                                                | Qatar                                                                | Amichevole                                                           | Almoez Ali                                                            |                                                                      |
| 13-11-2020                                                           | Hartberg                                                             | Qatar                                                                | 1 – 1                                                                | Costa Rica                                                           | Amichevole                                                           | Hassan Al-Haidos 1 (rig.)                                             | Cap: H. Al-Haidos                                                    |
| 17-11-2020                                                           | Maria Enzersdorf                                                     | Qatar                                                                | 1 – 2                                                                | Corea del Sud                                                        | Amichevole                                                           | Almoez Ali                                                            | Cap: H. Al-Haidos                                                    |
| 4-12-2020                                                            | Doha                                                                 | Qatar                                                                | 5 – 0                                                                | Bangladesh                                                           | Qual. Mondiali 2022                                                  | Abdulaziz Hatem 2 Akram Afif 2 Almoez Ali 1 (rig.)                    | Cap: H.Al-Haidos                                                     |
| 24-3-2021                                                            | Debrecen                                                             | Qatar                                                                | 1 – 0                                                                | Lussemburgo                                                          | Amichevole                                                           | Mohammed Muntari                                                      | Cap: H. Al-Haidos                                                    |
| 27-3-2021                                                            | Debrecen                                                             | Qatar                                                                | 2 – 1                                                                | Azerbaigian                                                          | Amichevole                                                           | 2 Hassan Al-Haidos 1 (rig.)                                           | Cap: H. Al-Haidos                                                    |
| 30-3-2021                                                            | Debrecen                                                             | Qatar                                                                | 1 – 1                                                                | Irlanda                                                              | Amichevole                                                           | Mohammed Muntari                                                      | Cap: H. Al-Haidos                                                    |
| 3-6-2021                                                             | Doha                                                                 | India                                                                | 0 – 1                                                                | Qatar                                                                | Qual. Mondiali 2022                                                  | Abdulaziz Hatem                                                       | Cap: H. Al-Haydos                                                    |
| 7-6-2021                                                             | Doha                                                                 | Oman                                                                 | 0 – 1                                                                | Qatar                                                                | Qual. Mondiali 2022                                                  | Hassan Al-Haidos 1 (rig.)                                             | Cap: H. Al-Haidos                                                    |
| 4-7-2021                                                             | Pola                                                                 | El Salvador                                                          | 0 – 1                                                                | Qatar                                                                | Amichevole                                                           | Almoez Ali                                                            | Cap: A.Hatem                                                         |
| 14-7-2021                                                            | Houston                                                              | Qatar                                                                | 3 – 3                                                                | Panama                                                               | Gold Cup 2021 - 1º turno                                             | Akram Afif Almoez Ali Hassan Al-Haydos (rig.)                         | Cap: H. Al-Haydos                                                    |
| 18-7-2021                                                            | Houston                                                              | Grenada                                                              | 0 – 4                                                                | Qatar                                                                | Gold Cup 2021 - 1º turno                                             | Abdulaziz Hatem Akram Afif Mohammed Muntari Almoez Ali                | Cap: A.Hatem                                                         |
| 21-7-2021                                                            | Houston                                                              | Honduras                                                             | 0 – 2                                                                | Qatar                                                                | Gold Cup 2021 - 1º turno                                             | Homam Ahmed Abdulaziz Hatem                                           | Cap: H. Al-Haydos                                                    |
| 25-7-2021                                                            | Glendale                                                             | Qatar                                                                | 3 – 2                                                                | El Salvador                                                          | Gold Cup 2021 - Quarti di finale                                     | 2 Almoez Ali 1 (rig.) Abdulaziz Hatem                                 | Cap: H. Al-Haydos                                                    |
| 30-7-2021                                                            | Austin                                                               | Qatar                                                                | 0 – 1                                                                | Stati Uniti                                                          | Gold Cup 2021 - Semifinale                                           | -                                                                     | Cap: H. Al-Haydos                                                    |
| 1-9-2021                                                             | Debrecen                                                             | Qatar                                                                | 0 – 4                                                                | Serbia                                                               | Amichevole                                                           | -                                                                     | Cap: H. Al-Haidos                                                    |
| 4-9-2021                                                             | Debrecen                                                             | Qatar                                                                | 1 – 3                                                                | Portogallo                                                           | Amichevole                                                           | Abdelkarim Hassan                                                     | Cap: A.Hatem                                                         |
| 7-9-2021                                                             | Lussemburgo                                                          | Lussemburgo                                                          | 1 – 1                                                                | Qatar                                                                | Amichevole                                                           | Homam Ahmed                                                           | Cap: H. Al-Haidos                                                    |
| 9-10-2021                                                            | Loulé                                                                | Portogallo                                                           | 3 – 0                                                                | Qatar                                                                | Amichevole                                                           | -                                                                     | Cap: H. Al-Haidos                                                    |
| 12-10-2021                                                           | Dublino                                                              | Irlanda                                                              | 4 – 0                                                                | Qatar                                                                | Amichevole                                                           | -                                                                     | Cap: H. Al-Haidos                                                    |
| 11-11-2021                                                           | Belgrado                                                             | Serbia                                                               | 4 – 0                                                                | Qatar                                                                | Amichevole                                                           | -                                                                     | Cap: A.Hatem                                                         |
| 14-11-2021                                                           | Baku                                                                 | Azerbaigian                                                          | 2 – 2                                                                | Qatar                                                                | Amichevole                                                           | 2 Almoez Ali                                                          | Cap: A.Hatem                                                         |
| 30-11-2021                                                           | Al Khawr                                                             | Qatar                                                                | 1 – 0                                                                | Bahrein                                                              | Coppa araba FIFA 2021 - 1º turno                                     | Abdulaziz Hatem                                                       | Cap: H. Al-Haidos                                                    |
| 3-12-2021                                                            | Doha                                                                 | Oman                                                                 | 1 – 2                                                                | Qatar                                                                | Coppa araba FIFA 2021 - 1º turno                                     | Akram Afif (rig.) autorete                                            | Cap: H. Al-Haidos                                                    |
| 6-12-2021                                                            | Al Khawr                                                             | Qatar                                                                | 3 – 0                                                                | Iraq                                                                 | Coppa araba FIFA 2021 - 1º turno                                     | Almoez Ali Akram Afif Hassan Al-Haidos                                | Cap: A.Hatem                                                         |
| 10-12-2021                                                           | Al Khawr                                                             | Qatar                                                                | 5 – 0                                                                | Emirati Arabi Uniti                                                  | Coppa araba FIFA 2021 - Quarti di finale                             | autorete 2 Almoez Ali 1 (rig.) Boualem Khoukhi (rig.) Abdulaziz Hatem | Cap: H. Al-Haidos                                                    |
| 15-12-2021                                                           | Doha                                                                 | Qatar                                                                | 1 – 2                                                                | Algeria                                                              | Coppa araba FIFA 2021 - Semifinale                                   | Mohammed Muntari                                                      | Cap: H. Al-Haidos                                                    |
| 18-12-2021                                                           | Doha                                                                 | Egitto                                                               | 0 – 0 dts (4 - 5 dtr)                                                | Qatar                                                                | Coppa araba FIFA 2021 - Finale 3º-4º posto                           | -                                                                     | Cap: A.Hatem                                                         |
| 26-3-2022                                                            | Al Rayyan                                                            | Qatar                                                                | 2 – 1                                                                | Bulgaria                                                             | Amichevole                                                           | Akram Afif (rig.) Boualem Khoukhi                                     | Cap: B. Khoukhi                                                      |
| 29-3-2022                                                            | Al Rayyan                                                            | Qatar                                                                | 0 – 0                                                                | Slovenia                                                             | Amichevole                                                           | -                                                                     | Cap: S.Al Sheeb                                                      |
| 20-8-2022                                                            | Wiener Neustadt                                                      | Qatar                                                                | 2 – 2                                                                | Marocco                                                              | Amichevole                                                           | Ali Assadalla Ró-Ró                                                   | A.Assadalla                                                          |
| 23-8-2022                                                            | Vienna                                                               | Qatar                                                                | 2 – 1                                                                | Ghana                                                                | Amichevole                                                           | Ahmed Alaaeldin Musab Kheder                                          | A.Assadalla                                                          |
| 26-8-2022                                                            | Wiener Neustadt                                                      | Qatar                                                                | 1 – 1                                                                | Giamaica                                                             | Amichevole                                                           | Khalid Muneer                                                         | Cap: A.Hatem                                                         |
| 23-9-2022                                                            | Vienna                                                               | Qatar                                                                | 0 – 2                                                                | Canada                                                               | Amichevole                                                           | -                                                                     | Cap: S.Al Sheeb                                                      |
| 27-9-2022                                                            | Vienna                                                               | Qatar                                                                | 2 – 2                                                                | Cile                                                                 | Amichevole                                                           | Akram Afif Hassan Al-Haidos                                           | Cap: H. Al-Haidos                                                    |
| 23-10-2022                                                           | Malaga                                                               | Qatar                                                                | 2 – 0                                                                | Guatemala                                                            | Amichevole                                                           | 2 Hassan Al-Haidos 2 (rig.)                                           | Cap: H. Al-Haidos                                                    |
| 27-10-2022                                                           | Marbella                                                             | Qatar                                                                | 1 – 0                                                                | Honduras                                                             | Amichevole                                                           | Almoez Ali                                                            | Cap: H. Al-Haidos                                                    |
| 5-11-2022                                                            | Marbella                                                             | Qatar                                                                | 2 – 1                                                                | Panama                                                               | Amichevole                                                           | Almoez Ali Karim Boudiaf                                              | Cap: H. Al-Haidos                                                    |
| 9-11-2022                                                            | Marbella                                                             | Qatar                                                                | 1 – 0                                                                | Albania                                                              | Amichevole                                                           | Almoez Ali (rig.)                                                     | Cap: S.Al Sheeb                                                      |
| 20-11-2022                                                           | Al Khor                                                              | Qatar                                                                | 0 – 2                                                                | Ecuador                                                              | Mondiali 2022 - 1º turno                                             | -                                                                     | Cap: H. Al-Haidos                                                    |
| 25-11-2022                                                           | Doha                                                                 | Qatar                                                                | 1 – 3                                                                | Senegal                                                              | Mondiali 2022 - 1º turno                                             | Mohammed Muntari                                                      | Cap: H. Al-Haidos                                                    |
| 29-11-2022                                                           | Al Khor                                                              | Paesi Bassi                                                          | 2 – 0                                                                | Qatar                                                                | Mondiali 2022 - 1º turno                                             | -                                                                     | Cap: H. Al-Haidos                                                    |
| Totale                                                               |                                                                      | Presenze                                                             | 87                                                                   |                                                                      | Reti                                                                 | 141                                                                   |                                                                      |

#### Nazionale nel dettaglio
| 2023           | Ecuador        | Qual. Mondiale 2026 |                  | 6  | 3  | 2 | 1 | 50,00 | 5  | 3  | +2 |
| giu.-lug. 2024 | Ecuador        | Copa América 2024   | Quarti di finale | 4  | 1  | 2 | 1 | 25,00 | 5  | 4  | +1 |
| Dal 2023       | Ecuador        | Amichevoli          |                  | 9  | 6  | 0 | 3 | 66,67 | 14 | 10 | +4 |
| Totale Ecuador | Totale Ecuador | Totale Ecuador      | Totale Ecuador   | 19 | 10 | 4 | 5 | 52,63 | 24 | 17 | +7 |

#### Panchine da commissario tecnico della nazionale ecuadoriana
| Cronologia completa delle presenze e delle reti in nazionale ― Ecuador | Cronologia completa delle presenze e delle reti in nazionale ― Ecuador | Cronologia completa delle presenze e delle reti in nazionale ― Ecuador | Cronologia completa delle presenze e delle reti in nazionale ― Ecuador | Cronologia completa delle presenze e delle reti in nazionale ― Ecuador | Cronologia completa delle presenze e delle reti in nazionale ― Ecuador | Cronologia completa delle presenze e delle reti in nazionale ― Ecuador | Cronologia completa delle presenze e delle reti in nazionale ― Ecuador |
| Data                                                                   | Città                                                                  | In casa                                                                | Risultato                                                              | Ospiti                                                                 | Competizione                                                           | Reti                                                                   | Note                                                                   |
| ---------------------------------------------------------------------- | ---------------------------------------------------------------------- | ---------------------------------------------------------------------- | ---------------------------------------------------------------------- | ---------------------------------------------------------------------- | ---------------------------------------------------------------------- | ---------------------------------------------------------------------- | ---------------------------------------------------------------------- |
| 24-3-2023                                                              | Sydney                                                                 | Australia                                                              | 3 – 1                                                                  | Ecuador                                                                | Amichevole                                                             | Felix Torres                                                           | Cap: A.Mena                                                            |
| 28-3-2023                                                              | Melbourne                                                              | Australia                                                              | 1 – 2                                                                  | Ecuador                                                                | Amichevole                                                             | Pervis Estupiñán (rig.) William Pacho                                  | Cap: P.Estupiñán                                                       |
| 18-6-2023                                                              | Harrison                                                               | Ecuador                                                                | 1 – 0                                                                  | Bolivia                                                                | Amichevole                                                             | Enner Valencia                                                         | Cap: C.Gruezo                                                          |
| 20-6-2023                                                              | Harrison                                                               | Ecuador                                                                | 3 – 1                                                                  | Costa Rica                                                             | Amichevole                                                             | Enner Valencia William Pacho Pedro Vite                                | Cap: C. Gruezo                                                         |
| 7-9-2023                                                               | Buenos Aires                                                           | Argentina                                                              | 1 – 0                                                                  | Ecuador                                                                | Qual. Mondiali 2026                                                    |                                                                        | Cap: C. Gruezo                                                         |
| 12-9-2023                                                              | Quito                                                                  | Ecuador                                                                | 2 – 1                                                                  | Uruguay                                                                | Qual. Mondiali 2026                                                    | Félix Torres Caicedo (x2)                                              | Cap: C. Gruezo                                                         |
| 12-10-2023                                                             | La Paz                                                                 | Bolivia                                                                | 1 – 2                                                                  | Ecuador                                                                | Qual. Mondiali 2026                                                    | Kendry Páez Kevin Rodríguez                                            | Cap: C. Gruezo                                                         |
| 17-10-2023                                                             | Quito                                                                  | Ecuador                                                                | 0 – 0                                                                  | Colombia                                                               | Qual. Mondiali 2026                                                    |                                                                        | Cap: C. Gruezo                                                         |
| 17-11-2023                                                             | Maturín                                                                | Venezuela                                                              | 0 – 0                                                                  | Ecuador                                                                | Qual. Mondiali 2026                                                    |                                                                        | Cap: C. Gruezo                                                         |
| 22-11-2023                                                             | Quito                                                                  | Ecuador                                                                | 1 – 0                                                                  | Cile                                                                   | Qual. Mondiali 2026                                                    | Angel Mena                                                             | Cap: A.Dominguez                                                       |
| 22-3-2024                                                              | Harrison                                                               | Guatemala                                                              | 0 – 2                                                                  | Ecuador                                                                | Amichevole                                                             | John Yeboah Gonzalo Plata                                              | Cap: A.Dominguez                                                       |
| 24-3-2024                                                              | Harrison                                                               | Italia                                                                 | 2 – 0                                                                  | Ecuador                                                                | Amichevole                                                             | -                                                                      | Cap: P.Estupiñán                                                       |
| 10-6-2024                                                              | Chicago                                                                | Argentina                                                              | 1 – 0                                                                  | Ecuador                                                                | Amichevole                                                             | -                                                                      | Cap: H.Galindez                                                        |
| 13-6-2024                                                              | Chester                                                                | Ecuador                                                                | 3 – 1                                                                  | Bolivia                                                                | Amichevole                                                             | Enner Valencia John Yeboah Jordy Caicedo (rig.)                        | Cap: E.Valencia                                                        |
| 16-6-2024                                                              | East Hartford                                                          | Ecuador                                                                | 2 – 1                                                                  | Honduras                                                               | Amichevole                                                             | Jeremy Sarmiento Piero Hincapié                                        | Cap: E.Valencia                                                        |
| 22-6-2024                                                              | Santa Clara                                                            | Ecuador                                                                | 1 – 2                                                                  | Venezuela                                                              | Coppa America 2024 - 1º turno                                          | Jeremy Sarmiento                                                       | Cap: E.Valencia                                                        |
| 26-6-2024                                                              | Paradise                                                               | Ecuador                                                                | 3 – 1                                                                  | Giamaica                                                               | Coppa America 2024 - 1º turno                                          | autorete Kendry Páez (rig.) Alan Minda                                 | Cap: A.Domínguez                                                       |
| 30-6-2024                                                              | Glendale                                                               | Messico                                                                | 0 – 0                                                                  | Ecuador                                                                | Coppa America 2024 - 1º turno                                          | -                                                                      | Cap: E.Valencia                                                        |
| 4-7-2024                                                               | Houston                                                                | Argentina                                                              | 1 – 1 (4 – 2 dtr)                                                      | Ecuador                                                                | Coppa America 2024 - Quarti di finale                                  | Kevin Rodríguez                                                        | Cap: E.Valencia                                                        |
| Totale                                                                 |                                                                        | Presenze                                                               | 19                                                                     |                                                                        | Reti                                                                   | 24                                                                     |                                                                        |

## Palmarès

### Allenatore

#### Competizioni nazionali
- Qatar Stars League: 1

2024-2025

#### Nazionale
- Coppa d'Asia Under-19: 1

Birmania 2014
- Coppa d'Asia: 1

2019